# Jac Weeres
Jac Weeres (Herkenbosch, 11 augustus 1949 - Herkenbosch, 9 mei 2013) is een Nederlands voormalig voetballer die als aanvaller speelde bij Fortuna '54 en FC VVV.
Weeres debuteerde op 18-jarige leeftijd in de Eredivisie, als invaller voor Jean Munsters tijdens een door Fortuna '54 met 2-1 verloren thuiswedstrijd tegen ADO op 24 december 1967. Na de fusie tussen Fortuna '54 en Sittardia in 1968 vertrok hij naar Swift '36. Bij de Roermondse tweedeklasser speelde hij zich in de kijker van FC VVV, waardoor de aanvaller in 1969 in het betaald voetbal terugkeerde. Weeres stond vier jaar onder contract bij de Venlose club en na afloop van zijn profcarrière speelde hij nog tot op 38-jarige leeftijd bij een aantal amateurclubs.
Weeres was nadien nog als voetbaltrainer werkzaam bij tal van amateurclubs in Noord- en Midden-Limburg, onder meer RKSVW, SVH'39, VV Vlodrop, RFC Roermond, SC Irene, RKAVC, SV EMS, SV Roggel en VV Vesta. Hij overleed in 2013 op 63-jarige leeftijd.

## Profstatistieken
| Seizoen         | Club            | Competitie      | Competitie | Competitie | Beker | Beker | Overige | Overige | Totaal | Totaal |
| Seizoen         | Club            | Competitie      | Wed.       | Dlp.       | Wed.  | Dlp.  | Wed.    | Dlp.    | Wed.   | Dlp.   |
| --------------- | --------------- | --------------- | ---------- | ---------- | ----- | ----- | ------- | ------- | ------ | ------ |
| 1966/67         | Fortuna '54     | Eredivisie      | 0          | 0          | 0     | 0     | —       | —       | 0      | 0      |
| 1967/68         | Fortuna '54     | Eredivisie      | 1          | 0          | 1     | 0     | —       | —       | 2      | 0      |
| 1969/70         | FC VVV          | Tweede divisie  | 30         | 10         | 1     | 0     | —       | —       | 31     | 10     |
| 1970/71         | FC VVV          | Tweede divisie  | 12         | 1          | 1     | 0     | —       | —       | 13     | 1      |
| 1971/72         | FC VVV          | Eerste divisie  | 12         | 3          | 0     | 0     | —       | —       | 12     | 3      |
| 1972/73         | FC VVV          | Eerste divisie  | 13         | 0          | 1     | 1     | —       | —       | 13     | 1      |
| Carrière totaal | Carrière totaal | Carrière totaal | 67         | 14         | 4     | 1     | 0       | 0       | 71     | 15     |